# 5035 Swift
5035 Swift è un asteroide della fascia principale. Scoperto nel 1991, presenta un'orbita caratterizzata da un semiasse maggiore pari a 2,6101787 UA e da un'eccentricità di 0,1553618, inclinata di 13,51946° rispetto all'eclittica.